# Samuel Tak Lee
Samuel Tak Lee alternativt Lee Tak-Yee (kinesiska: 李德義; pinyin: Lǐ Déyì), född i april 1939, är en hongkongsk-kinesisk affärsman och företagsledare som kontrollerar det Hongkong-baserade fastighetsbolaget Prudential Enterprise och det brittiska fastighetsgodset Langham Estate. Prudential har fastigheter över världen medan Langham har fastigheter i distriktet Fitzrovia i de centrala delarna av London i England.
Han avlade master som civil- och miljöingenjör vid Massachusetts Institute of Technology (MIT) och en master of business administration vid Harvard Business School.
Den amerikanska ekonomitidskriften Forbes rankade Lee till att vara världens 899:e rikaste med en förmögenhet på 3,6 miljarder amerikanska dollar för den 29 september 2021.
Lee äger megayachten Pelorus men den används av hans son Samathur Li Kin Kan. Sedan december 2020 har megayachten dock varit förtöjd i Porto Montenegro i Montenegro och sen mars 2021 beslagtagen av montenegrinska myndigheter på grund av sonen har inte betalat  skulder till olika intressenter.